# 바실리 칸딘스키
바실리 바실리예비치 칸딘스키(러시아어: Василий Васильевич Кандинский, 1866년 12월 16일~ 1944년 12월 13일)는 러시아의 화가, 판화제작자, 예술이론가이다. 피카소, 마티스와 비교되며 20세기의 중요한 예술가 중 하나로 평가되는 그는 초기 추상미술의 주요 인물 중 한명이다. 일반적으로 그는 최초의 현대추상작품을 그린 작가로 평가된다.

## 생애
모스크바에서 출생해 오데사에서 어린 시절을 보냈다. 모스크바 대학에서 법학과 경제학을 배웠고, 전문가로서 인정받아 대학교수가 되었다. 30세 때에 그림 공부를 시작하여, 모델 데생, 스케치, 해부학을 배웠다.
1896년에 30살의 칸딘스키는 뮌헨에 정착하여 사립학교와 미술 아카데미에서 공부하였다. 1916년까지 10여 년간 청기사파의 창립회원이자 독일 표현주의 여류 화가였던 가브리엘레 뮌터와 동거하기도 했다. 러시아 혁명이 끝난 1918년에 모스크바로 돌아왔으나, 모스크바의 예술 이론에 동의하지 않아 모스크바 미술아카데미의 교수직을 버리고 1921년에 독일로 돌아왔다.
1922년에서 1933년까지 예술과 건축을 위한 학교인 바우하우스에서 학생들을 가르쳤다. 그가 담당한 것은 벽화 공방이었는데, 이후 바우하우스가 바이마르에서 데사우로, 나아가서 사학으로 격하되어 베를린으로 이전하고 1933년 정치적 압력으로, 나치로 인해 폐쇄당하는 날까지 계속 그 자리에 있었으며, 바우하우스의 말기에는 부교장의 자격으로서 널리 신망을 모았다고 전해진다.
이후에는 프랑스로 옮겨 여생을 살았으며, 1939년에 프랑스 국적을 취득하였고 1944년 파리 근교 뇌이쉬르센(프랑스어: Neuilly-sur-Seine)에서 사망하였다.
칸딘스키는 러시아계 프랑스인 철학자 알렉상드르 코제브의 삼촌이기도 하다.

## 업적 및 재능의 성
바우하우스에서 강의록을 기초로 하여 1926년에 그의 제2 이론적 저작인 《점·선·면》이 출판되었다. 회화의 기초적인 평면에 대한 기본적인 조형요소의 관계에 대하여 기술한 것인데, 제1의 저작 《예술에 있어서 정신적인 것》과 마찬가지로 자칫 잘못하면 무미건조하게 되기 쉬운 조형의 기본적인 사고에 직관과 상상의 비합리적인 내용을 기술한 독특한 저작이다.
당시 합리주의적 경향으로 나아가려던 바우하우스에 있어서 그와 같은 존재는 매우 귀중했다. 바우하우스에서 배운 조각가 막스 빌은 ‘칸딘스키는 청년들의 의혹을 제거해 주는 것이 아니라 그들에게 확실한 판단력을 길러 주어, 끊임없는 비판과 자기 비판을 환기시킨 인물이었다’라고 회상하고 있다.
그의 작풍에 있어서 1910년 ~ 1920년의 기간에는 색채와 형태의 격렬한 다이너미즘이 1920년 ~ 1924년의 시기에는 자취가 없어지고, 대신 명확한 형식에 의한 구축적인 콤퍼지션(구성)이 현저해진다. 이는 모국에서 구성주의와 절대주의(쉬프레마티슴)를 체험한 성과이다.
1925년 ~ 1928년까지는 이 경향이 더욱 순화되어 이른바 원(圓)의 시대에 들어간다. 1931년 그는 이집트·그리스·터키로 여행하여 동양의 풍물에 커다란 감명을 받았으며, 이 여행에서 얻은 인상이 익어서 다채로운 형태 가운데에 동양의 여정(旅情)과 향수를 표현한 것은 1933년 파리에 이주한 뒤의 일이었다. 이 만년의 제작으로 그는 원의 시대의 기하학적인 추상을 탈피하고 형식과 색채에 의한 서정적 내지는 환상이 넘치는 음악적 해조(諧調)를 만드는 데에 성공하였으며, 내면의 표출을 주안점으로 하는 추상의 이념은 이론적으로도,
바그너의 오페라 '로엔그린'을 듣고 깊은 감명을 받아 음악을 들으면서 색을 보는 공감각을 경험했다. 그 후 칸딘스키는 음악은 그림이 될 수 있고, 그림도 음악이 될 수 있다고 믿었고 그의 그림들은 대상에 연연하지 않는 추상화로 바뀌게 된다. 또 칸딘스키는 '로엔그린'을 듣고 깊은 감명을 받아 '바그너의 음악에서 바이올린, 베이스, 관악기의 울림, 나의 마음 속에서 나의 모든 빛깔을 보았다. 야성적이며 미친 것 같은 선들이 내 앞에 그려졌다. 회화는 음악이 갖고 있는 것과 같은 힘을 발휘할 수 있는 일이었다.'라고 말했다.

## 같이 보기
- 파울 클레

## 참고 문헌
- 이 문서에는 다음커뮤니케이션(현 카카오)에서 GFDL 또는 CC-SA 라이선스로 배포한 글로벌 세계대백과사전의 "칸딘스키" 항목을 기초로 작성된 글이 포함되어 있습니다.